# Josef Hammerl
Josef Hammerl (* 1. März 1932 in Wien) ist ein ehemaliger österreichischer Radrennfahrer.

## Werdegang
Nach einem neunten Platz im Jahr zuvor wurde Hammerl bei der dritten Austragung der Österreich-Rundfahrt 1951 Gesamt-Zweiter hinter dem Steirer Franz Deutsch (1928–2011).
Im April 1953 siegte er beim zweiten Forchtenauer Schlossbergrennen in Eisenstadt über vier Kilometer mit seiner Siegerzeit von 10:40 Minuten.

Er wurde 1953 auch Dritter der dritten Etappe der Österreich-Rundfahrt 1953 von Klagenfurt (Kärnten) nach Lienz (Tirol) hinter Franz Deutsch und dem Steirer Ivan Bosek.